# Caprera-patak
Le Caprera-patak est un ruisseau de Hongrie, affluent du Szilas-patak. Il prend sa source dans le massif de Gödöllő et s'écoule ensuite vers l'Ouest, traversant les localités de Csömör et le Cinkota (16e arrondissement de Budapest). Ensuite, il suit un écoulement souterrain canalisé avant de rejoindre le Szilas-patak. Son nom, tiré de l'île italienne de Caprera, lui a été donné par Ilona Batthyány en l'honneur de Giuseppe Garibaldi.